# Gerhard Schneider (Werkstoffwissenschaftler)
Gerhard Siegfried Schneider (* 11. Oktober 1958 in Ebersbach-Bünzwangen) ist ein deutscher Werkstoffwissenschaftler und war von 2008 bis 2021 Rektor der Hochschule Aalen. Einen Schwerpunkt seiner Forschungstätigkeit bilden insbesondere Neodym-Eisen-Bor-Magnete.

## Werdegang
Schneider studierte von 1978 bis 1984 Metallkunde an der Universität Stuttgart und verfasste seine Diplomarbeit zum Diplom-Ingenieur am Max-Planck-Institut für Metallforschung. Am Max-Planck-Institut leitete er anschließend als wissenschaftlicher Mitarbeiter die Metallographie im Pulvermetallurgischen Laboratorium und wurde dort 1988 unter der Betreuung von Günter Petzow promoviert. Von 1988 bis 1989 war er Gastwissenschaftler an der Universidade de São Paulo in Brasilien. Anschließend wechselte er zur Robert Bosch GmbH in Gerlingen und wurde dort Projektleiter in der Forschungsabteilung.
1996 wurde Schneider Professor für Werkstoffkunde an der Hochschule Aalen und war ab 1999 auch Prorektor der Hochschule. 2001 kehrte er zur Robert Bosch GmbH in Gerlingen zurück, bei der er Abteilungsleiter für die Werkstoff-Forschung wurde. Von 2005 bis 2007 war er Executive Vice President des Research and Technology Center für Nordamerika von Bosch in Palo Alto, Kalifornien. Darüber hinaus gehörte er dem Board of Directors der SiTime Corporation an.
Im Januar 2008 kehrte Schneider nach Aalen zurück und wurde als Nachfolger des pensionierten Ekbert Hering neuer Rektor der Hochschule. Zur Bewerbung angeregt hatte ihn zuvor eigenen Angaben zufolge der ehemalige Oberbürgermeister Aalens Ulrich Pfeifle. Unter Schneiders Leitung expandierte die Hochschule, was sich in zahlreichen neu eingerichteten Studiengängen und Gebäudeneubauten widerspiegelte und wodurch sich die Anzahl an Studierenden fast verdoppelte. Neu eingerichtet wurden zudem auch Angebote zur berufsbegleitenden Weiterbildung sowie auch an eine breitere Öffentlichkeit gerichtete Einrichtungen wie ein Studium Generale und das Museum Explorhino als Science Center auf dem Hochschulcampus. Ab 2011 war Schneider Vorstandsmitglied der Rektorenkonferenz der Hochschulen für Angewandte Wissenschaften Baden-Württemberg sowie Mitglied im Kuratorium der Steinbeis-Stiftung, dessen stellvertretender Vorsitzender er später wurde. Für seine Verdienste bei der wissenschaftlichen Ausbildung junger Menschen, beim Stärken der Wirtschaftsregion Ostwürttemberg und für den Ausbau der Zukunftsfähigkeit der Forschungsstadt Aalen erhielt Gerhard Schneider 2021 die Ehrenplakette der Stadt Aalen in Silber. Nach zwei Amtszeiten trat er 2021 nicht zur Wiederwahl für eine erneute Amtszeit als Rektor an, weshalb er zum Jahresanfang 2022 das Amt an seinen gewählten Nachfolger Harald Riegel übergab. Seitdem ist er als Seniorprofessor am Institut für Materialforschung der Hochschule Aalen tätig.
Innerhalb seines Fachgebiets war Schneider darüber hinaus von 2019 bis 2020 zunächst Vizepräsident und von 2021 bis 2022 gemeinsam mit Martina Zimmermann Präsident der Deutschen Gesellschaft für Materialkunde (DGM). Für seine Verdienste im Bereich der Metallographie wurde er 2012 mit dem Roland-Mitsche-Preis sowie für seine Aktivitäten zur Zusammenarbeit zwischen Wissenschaft und Industrie 2018 mit dem Pionier-Preis der DGM ausgezeichnet.
Schneider wurde 2024 mit dem Bundesverdienstkreuz am Bande ausgezeichnet, das ihm von der Wissenschaftsministerin Petra Olschowski überreicht wurde.